# Volax-Future
Der Volax-Future war ein Terminkontrakt auf die implizite Volatilität einer DAX-Option am Geld, mit einer Restlaufzeit von drei Monaten. Am 19. Januar 1998 wurde der Volax-Future als weltweit erster Terminkontrakt auf implizite Optionsvolatilitäten an der deutschen Terminbörse (heute: Eurex) eingeführt. Nach ca. 15.000 gehandelten Kontrakten wurde der Handel bereits im Oktober 1998, aufgrund stark gesunkener Liquidität, wieder eingestellt.
Der Kontraktwert des Futures betrug 100 DM und wurde mit zwei Nachkommastellen notiert. Daraus ergab sich eine Tick-Größe von 1 DM.
Die Verfallstermine waren an jedem dritten Freitag der Monate März, Juni, September und Dezember.
Sechs Jahre später wurde das Konzept 2004 dann von der CBOE erneut aufgegriffen, welche Futures auf den VIX-Index (CBOE Volatility Index) lancierte, im Grunde ein analoges Produkt auf die implizite Optionsvolatilität des S&P 100. Die Eurex selber griff das Konzept 2005 erneut mit Derivaten auf den VDAX-NEW, den VSMI und den VSTOXX auf, die bis heute noch aktiv gehandelt werden und das Konzept des Handels impliziter Volatilitäten erfolgreich umsetzen. Offensichtlich war der Volax-Future seiner Zeit voraus.